# 第40戦術航空旅団 (ウクライナ空軍)
第40戦術航空旅団 (だい40せんじゅつこうくうりょだん、ウクライナ語: 40-ва бригада тактичної авіації «Привид Києва») は、ウクライナ空軍中部航空管区隷下の航空部隊。

## 歴史
1992年、前身である第92戦闘航空連隊はウクライナへの忠誠を誓った。
部隊の拡大に伴って数回の名称変更を行い、2007年4月時点では、第40赤旗勲章戦術航空旅団という名称だった。
本部隊の名称は以下の変遷を辿った
- 第92戦闘航空連隊（宇: 92-й винищувальний авіаційний полк）：1992年-1996年
- 第207航空基地（宇: 207-ма авіаційна база）：1996年-1997年
- 第8戦闘航空連隊（宇: 8-й винищувальний авіаційний полк）：1997年-2000年
- 第40戦闘航空団（宇: 40-ве винищувальне авіаційне крило）：2000年-2004年
- 第40戦闘航空旅団（宇: 40-ва авіаційна бригада винищувальна）：2004年-2007年

### ウクライナ紛争
2014年8月28日、Return Aliveは、ヴァスィリキーウ空軍基地でウクライナ空軍の第40航空旅団と第831戦術航空旅団に高精度GPSナビゲーターを引き渡した。活動家たちは総額約45万フリヴニャで15台のナビゲーターを購入した。
2015年11月18日、ウクライナ大統領ペトロ・ポロシェンコは、部隊名からソ連の名誉称号を削除した。よって名称が変更され、第40戦術航空旅団となった。

### 2022年ロシアによるウクライナ侵攻
2022年2月24日、ロシアによるウクライナ侵攻が始まり、午前5時10分頃、飛行場にロケット攻撃があったが、ヴャチェスラフ・ラジオノフ上級中尉の活躍により航空旅団全体は被害を受けず、離陸に成功した。その日、旅団の飛行場は度重なるロケット攻撃を受けたが、旅団はキーウとその地域の上空を守り、少なくとも6機を撃墜した。
2022年2月26日午前0時30分頃、ヴァスィリキーウ付近でロシア軍のIL-76 Mが旅団の部隊によって撃墜された。おそらく飛行場と市内に空挺降下しようとしていたが、一部は撃墜された。空挺部隊の一部は生き残り、ヴァスィリキーウとその周辺にすることができた。飛行場は激しい砲撃を受け、その結果近くの石油貯蔵所で火災が発生したが、朝には敵空挺部隊全体が壊滅した。
2022年3月12日午前7時頃、飛行場にロケット弾8発が発射され、そのうち1発が弾薬庫に命中し、弾薬庫が破壊された。しかし、この時点で機体はおそらく予備の別の飛行場に移転したと思われる。
2月24日から3月12日までの18日間の戦闘中に、旅団は少なくとも20機の敵機を破壊することに成功した。キーウの幽霊は、ヴァスィリキーウのパイロット全員の集合的なイメージである。
2022年6月15日、ウォロディミル・ゼレンスキー大統領より、勇気と勇敢さに対する栄誉賞を授与された。
2024年8月24日、ヴォロディミル・ゼレンスキー大統領は、ウクライナ独立33周年記念式典に参加する際に、第40戦術航空旅団に名誉称号「キーウの幽霊」を授与した。

## 編成
2020年時点での編成
- 旅団本部

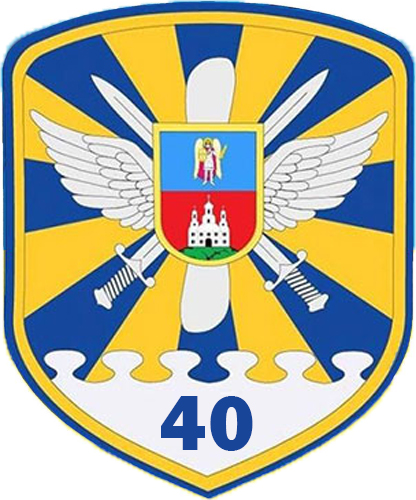
第40戦術航空旅団章

- 第1航空飛行隊 (MiG-29MU1（ウクライナ語版）、MiG-29/-29UB、L-39)
- 第2航空飛行隊 (MiG-29MU1（ウクライナ語版）、MiG-29/-29UB、L-39)
- 飛行場技術支援大隊
- 通信および無線技術支援大隊
- 第一警備中隊
- 警備大隊
- 航空、自動車機器技術および運用 (TEC)
- 準備・規定部隊
- 消防小隊
- 医療センター[10]